# Iwan Majski

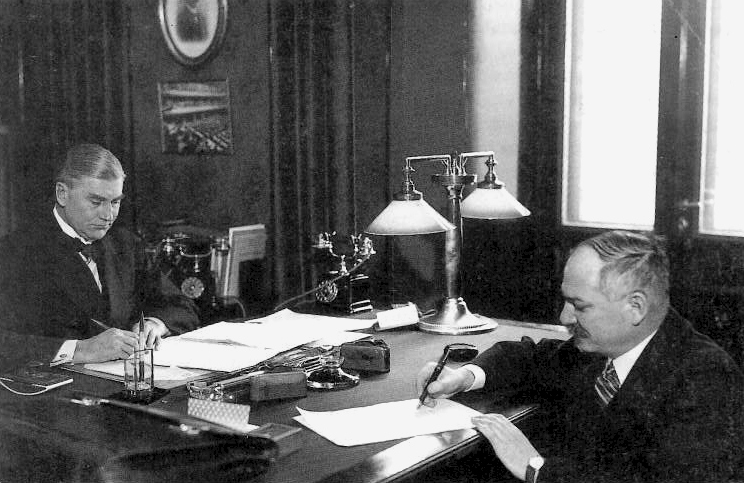
Podpisanie paktu o nieagresji między Finlandią a ZSRR. Helsinki 21 stycznia 1932. Z lewej Aarno Yrjö-Koskinen – minister spraw zagranicznych Finlandii; z prawej Iwan Majski

Iwan Michajłowicz Majski, ros. Иван Михайлович Майский (właśc. Jan Lachowiecki, ur. 7 stycznia?/19 stycznia 1884 w Kiriłłowie, zm. 3 września 1975 w Moskwie) – sowiecki dyplomata i historyk. Ambasador ZSRR w Finlandii (1929–1932) oraz Wielkiej Brytanii (1932–1943).

## Życiorys
Majski urodził się jako Jan Lachowiecki i zmienił nazwisko na wygnaniu w Niemczech w 1909. Jego ojciec, Michał (Michaił), był lekarzem wojskowym polsko-żydowskiego pochodzenia i pochodził z guberni chersońskiej. Matka, Nadieżda z domu Dawydowa, była nauczycielką w szkole wiejskiej. Mimo ateistycznego wychowania i formalnej przynależności do Kościoła prawosławnego Majski był postrzegany jako Żyd zarówno w ZSRR, jak i w Anglii. Majski dorastał w Omsku na Syberii, gdzie ukończył gimnazjum ze złotym medalem w 1901. W tym okresie był pod wpływem twórczości Heinricha Heinego. Studiował historię i filologię na uniwersytecie w Petersburgu. W 1903 wstąpił do Socjaldemokratycznej Partii Robotniczej Rosji, opowiadając się za frakcją mienszewików, w której pozostawał do wydalenia z partii w 1918.
W czasie rewolucji 1905–1907 członek rady delegatów robotniczych w Saratowie. W styczniu 1906 aresztowany i zesłany do guberni tobolskiej, gdzie stał się zwolennikiem Fabian Sidneya i Beatrice Webbów po zapoznaniu się z ich pracą History of Trade Unionism. W 1908 wyemigrował do Szwajcarii, skąd przeniósł się do Niemiec. W 1912 ukończył studia na Uniwersytecie Monachijskim) i osiedlił się w Londynie, gdzie zawarł przyjaźń z przyszłymi komisarzami spraw zagranicznych ZSRR Gieorgijem Cziczerinem i Maksimem Litwinowem. Wobec I wojny światowej reprezentował mienszewickie stanowisko pacyfistyczne motywowane obawą o straty personalne warstwy inteligenckiej, interesował się koncepcją Mitteleuropy. Do Rosji powrócił po rewolucji lutowej i obaleniu caratu, w maju 1917. Był członkiem kolegium ministerstwa pracy Rządu Tymczasowego, delegatem do Piotrogrodzkiej Rady Delegatów Robotniczych i Żołnierskich. Już po przewrocie bolszewickim w grudniu 1917 wybrany do Komitetu Centralnego partii mienszewików. W lecie 1918 został ministrem pracy w rządzie wyłonionym przez Komucz w Samarze, został za to wykluczony z partii mienszewików. W lutym 1921 wstąpił do partii bolszewickiej (RKP(b)). Od 1922 w Ludowym Komisariacie Spraw Zagranicznych, początkowo (1922–1923) naczelnik wydziału prasowego NKID. Świadek oskarżenia w procesie pokazowym eserowców (1922).
W 1924 był pierwszym redaktorem naczelnym literackiego czasopisma Zwiezda wydawanego w Leningradzie. W latach 1925–1927 radca prasowy ambasady ZSRR w Wielkiej Brytanii (do zerwania stosunków dyplomatycznych). W latach 1927–1929 radca ambasady ZSRR w Japonii. W latach 1929–1932 ambasador ZSRR w Finlandii, podpisał tam w imieniu ZSRR pakt o nieagresji z Finlandią. Następnie w latach 1932-1943 ambasador w Wielkiej Brytanii. W 1940 interweniował na rzecz studentów i nauczycieli żydowskich szkół religijnych z terytorium II RP zajętego przez ZSRR, pomagając im w emigracji do Palestyny. 30 lipca 1941 podpisał w imieniu ZSRR tzw. układ Sikorski-Majski o wznowieniu polsko-sowieckich stosunków dyplomatycznych, zerwanych jednostronnie przez ZSRR w chwili agresji na Polskę 17 września 1939. Postanowiono o utworzeniu armii polskiej na terenie ZSRR i „amnestii” dla obywateli polskich aresztowanych i deportowanych z terenu okupacji sowieckiej w Polsce. Po odwołaniu ze stanowiska powracając do Moskwy przez Kair minął się z Sikorskim w Gibraltarze tuż przed katastrofą lotniczą, w której zginął Sikorski. W chwili katastrofy znajdował się w drodze do Kairu.
Od 1943 do 1946 zastępca komisarza ludowego spraw zagranicznych ZSRR. W 1946 wybrany na członka Akademii Nauk ZSRR. Aresztowany w 1953 i skazany na sześć lat więzienia za szpiegostwo. W 1956 zwolniony, a w 1960 rehabilitowany.
Odznaczony dwukrotnie Orderem Czerwonego Sztandaru Pracy (w 1944 i 1945), Orderem Przyjaźni Narodów oraz Medalem „Za ofiarną pracę w Wielkiej Wojnie Ojczyźnianej 1941–1945”.